# Anthony Syhre
Anthony Syhre (Berlijn, 15 maart 1995) is een Duits voetballer die als verdediger en middenvelder voor Hallescher FC speelt.

## Carrière
Anthony Syhre speelde in de jeugd van Nordberliner SC, SC Heiligensee en Hertha BSC. Van 2012 tot 2015 speelde hij voor het tweede elftal van Hertha, uitkomend in de Regionalliga Nordost. Hij zat ook één wedstrijd op de bank bij het eerste elftal, de met 1-3 verloren thuiswedstrijd tegen FC Bayern München op 25 maart 2014. Hierna speelde hij voor de in de 3. Liga, het derde professionele niveau van Duitsland, uitkomende clubs VfL Osnabrück en FC Würzburger Kickers. In de winterstop van het seizoen 2018/19 vertrok hij naar Fortuna Sittard, waar hij een contract voor twee en een half jaar tekende. Aan het einde van seizoen 2018/19 werd het contract echter ontbonden. Na een half jaar zonder club te hebben gezeten, sloot Syhre in januari 2020 aan bij Hallescher FC.

### Statistieken
| Seizoen                                                                                 | Club                  | Land           | Competitie           | Competitie | Competitie | Beker | Beker | Overig* | Overig* | Totaal | Totaal |
| Seizoen                                                                                 | Club                  | Land           | Competitie           | Wed.       | Dlp.       | Wed.  | Dlp.  | Wed.    | Dlp.    | Wed.   | Dlp.   |
| --------------------------------------------------------------------------------------- | --------------------- | -------------- | -------------------- | ---------- | ---------- | ----- | ----- | ------- | ------- | ------ | ------ |
| 2012/13                                                                                 | Hertha BSC II         | Duitsland      | Regionalliga Nordost | 18         | 0          | –     | –     | –       | –       | 18     | 0      |
| 2013/14                                                                                 | Hertha BSC II         | Duitsland      | Regionalliga Nordost | 21         | 1          | –     | –     | –       | –       | 21     | 1      |
| 2013/14                                                                                 | Hertha BSC            | Duitsland      | Bundesliga           | 0          | 0          | 0     | 0     | –       | –       | 0      | 0      |
| 2014/15                                                                                 | Hertha BSC II         | Duitsland      | Regionalliga NO      | 23         | 2          | –     | –     | –       | –       | 23     | 2      |
| 2015/16                                                                                 | VfL Osnabrück         | Duitsland      | 3. Liga              | 35         | 3          | 0     | 0     | 2       | 0       | 37     | 3      |
| 2016/17                                                                                 | VfL Osnabrück         | Duitsland      | 3. Liga              | 31         | 1          | –     | –     | 3       | 0       | 34     | 1      |
| 2017/18                                                                                 | FC Würzburger Kickers | Duitsland      | 3. Liga              | 28         | 0          | 1     | 0     | 1       | 0       | 30     | 0      |
| 2018/19                                                                                 | FC Würzburger Kickers | Duitsland      | 3. Liga              | 9          | 0          | –     | –     | 0       | 0       | 9      | 0      |
| 2018/19                                                                                 | Fortuna Sittard       | Nederland      | Eredivisie           | 1          | 0          | 0     | 0     | –       | –       | 1      | 0      |
| 2019/20                                                                                 | Hallescher FC         | Duitsland      | 3. Liga              | 1          | 0          | 0     | 0     | 0       | 0       | 1      | 0      |
| Carrièretotaal                                                                          | Carrièretotaal        | Carrièretotaal | Carrièretotaal       | 167        | 7          | 1     | 0     | 6       | 0       | 174    | 7      |
| *Bevat wedstrijden uit de Niedersachsenpokal, Bayerischer Pokal en Sachsen-Anhalt-Pokal |                       |                |                      |            |            |       |       |         |         |        |        |
| Bijgewerkt op 30 januari 2020                                                           |                       |                |                      |            |            |       |       |         |         |        |        |